# Ekvivalentna doza
Ekvivalêntna dóza (oznaka H) je merilo za sevalno škodo, prizadeto tkivu zaradi posledice izpostavljenosti ionizirajočemu sevanju. Določena je kot zmnožek absorbirane doze D in faktorja relativne biološke učinkovitosti Q, ki različno uteži poškodbe različnih vrst sevanj:
{\displaystyle H=QD}
Mednarodni sistem enot določa za ekvivalentno dozo izpeljano enoto sievert.
Področje fizike, ki se ukvarja z merjenjem doze ionizirajočega sevanja, je dozimetrija.